# Ustawa o przeciwdziałaniu przemocy domowej
Ustawa z dnia 29 lipca 2005 roku o przeciwdziałaniu przemocy domowej (do 21 czerwca 2023 ustawa o przeciwdziałaniu przemocy w rodzinie) – polska ustawa uchwalona przez Sejm RP, regulująca kwestię przeciwdziałania przemocy domowej.
Określa ona:
- zadania w zakresie przeciwdziałania przemocy domowej
- zasady postępowania wobec osób dotkniętych przemocą domową
- zasady postępowania wobec osób stosujących przemoc domową.

Dotyczy ona pracowników socjalnych, organów ścigania i wymiaru sprawiedliwości (funkcjonariuszy Policji, sądu opiekuńczego i prokuratury).

## Nowelizacje
Ustawę znowelizowano kilkukrotnie. Ostatnia zmiana weszła w życie w 2024 roku.
Nowelizacja tej ustawy z 10 czerwca 2010 roku wprowadziła zmiany w strukturze organizacyjnej i zadaniach Krajowego Programu Przeciwdziałania Przemocy w Rodzinie. Kontrolę nad realizacją tego programu sprawuje Ministerstwo Rodziny, Pracy i Polityki Społecznej. Ponadto nowelizacja ta zakazała stosowania kar cielesnych w wychowaniu w rodzinie.

### Kontrowersje wokół nowelizacji z 2010 roku
Nowelizacja ta wywołała protesty społeczne ze strony organizacji rodzicielskich oraz Kościoła katolickiego. Przeciwnicy jej przyjęcia uważali, że wprowadza nadmierną ingerencję państwa w życie obywateli poprzez umożliwienie pracownikowi socjalnemu odbierania rodzicom dzieci bez wydania orzeczenia sądu rodzinnego oraz utworzenie kolejnych instytucji ds. przeciwdziałania przemocy w rodzinie, które będą zbierać dane dotyczące tego zjawiska. Zwracano uwagę na nieostrość pojęcia „przemoc w rodzinie”. Zdaniem osób sprzeciwiających się uchwaleniu tego aktu prawnego zmiany te mogą przyczynić się do nadużyć ze strony państwa. Podnoszono również, że wprowadzenie zakazu stosowania kar cielesnych przez opiekunów dzieci stoi w sprzeczności z konstytucyjnym prawem rodziców do wychowania dzieci zgodnie z własnymi przekonaniami.